# サルドゥリ4世
サルドゥリ4世（Sarduri IV）は、ウラルトゥ王国末期の王。推定在位期間は紀元前625年 - 620年頃。

## 来歴
ウラルトゥ王サルドゥリ3世の息子。このことは父親の名が「サルドゥリ」であることから推測されうる。しかしこの王に関する史料はわずか2点発見されているのみで、在位期間など詳しいことはほとんど分かっていない。
さらに不明なのは、ウラルトゥ王国末期の王の変遷である。ロシアのオリエント学者I.M.ディアコノフ（Дьяконов, И. М.）は、サルドゥリ4世は父の死の直後に王位を継いだのではなく、叔父のエリメナに王位を奪われ、その息子（サルドゥリには従兄弟）のルサ3世から紀元前600年頃に王位を奪い返し、最後のウラルトゥ王になったと推測した。一方アルメニアのオリエント学者N.V.アルトゥニヤン（Арутюнян, Н. В.）は、カルミル・ブルール（アルメニアにあるウラルトゥの都城遺跡。古代名テイシュバニ）の発掘調査の成果に基づいて、サルドゥリ4世はサルドゥリ3世の死後すぐに特に混乱もなく王位を継いだと推測している。この場合、エリメナはサルドゥリ4世の後にウラルトゥ王位を継いだことになり、サルドゥリの在位期間は紀元前620年前後だったということになる。

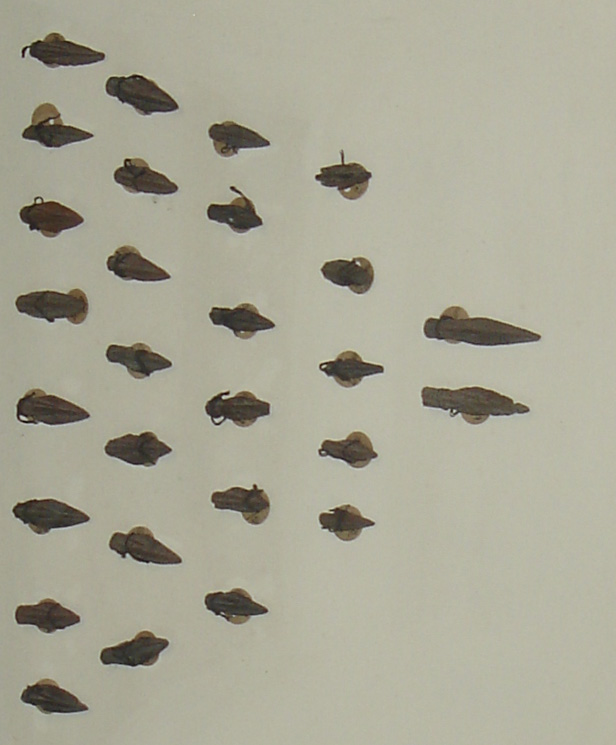
エレブニから出土したスキタイの鏃（アルメニア共和国エレバン市のエレブニ博物館蔵）

しかしこの問題を解決するに足る史料はまだ発見されていない。ウラルトゥ王国の最後について分かっているのは、紀元前6世紀の初めにテイシュバニをはじめとする主な都城がことごとく炎上して放棄されていること、その火災層から独特なスキタイの鏃が見つかっており、スキタイ人が加わる軍隊に攻撃され滅亡したと思われることのみである。

## 文献
- Арутюнян Н. В. Биайнили (Урарту), Издательство Академии наук Армянской ССР, Ереван, 1970
- Арутюнян Н. В. Некоторые вопросы последнего периода истории Урарту // Древний Восток, Издательство АН Армянской ССР, Ереван, № 2, 1976
- Дьяконов И. М. Последние годы Урартского государства по ассиро-вавилонским источникам // Вестник Древней Истории № 2, 1951

## 注
1. ↑  アルトゥニヤン説に基づく。
2. ↑  以前の王の例を見れば、二代続けて同じ名乗りの王はいないので、異例ではある。